# Abengourou
Abengourou är en stad och kommun i Elfenbenskusten. Staden är distrikthuvudort i distriktet Comoé i regionen Indénié-Djuablin i den östra delen av landet. Det är också en kommun och säte för departementet Abengourou. Vid folkräkningen i maj 2014 hade staden 100 910 invånare.